# Giorgio Anselmi (senatore)
Giorgio Ermanno Pietro Domenico Anselmi (Valperga, 19 ottobre 1873 – Valperga, 8 ottobre 1961) è stato un funzionario e politico italiano.

## Biografia
Nasce a Valperga (all'epoca in provincia di Aosta) il 19 ottobre 1873 da Giuseppe Anselmi, chirurgo, e Felicita Recrozio.
Il 1º gennaio 1926 si iscrive al Partito Fascista.
Nel 1933 il Prefetto di Torino, Agostino Iraci, lo propone alla carica di senatore, per la quale presterà giuramento il 20 dicembre 1933.
Il 27 agosto 1945 ne viene richiesto la decadenza, con gli altri senatori dell'epoca.
Raffinato bibliofilo, la sua biblioteca di testi antichi ed il suo archivio personale sono conservati presso la Biblioteca di storia e cultura del Piemonte "Giuseppe Grosso" di Torino.